# David Harris (Programmierer)
David Harris (* August 1961 in Dunedin, Neuseeland) ist Programmierer und stellte der Internetgemeinde 1990 mit Pegasus Mail eines der ersten nicht-kommerziellen E-Mail-Programme zur Verfügung.
Seit 1983 ist David Harris Software-Entwickler und war bis etwa 1992 hauptberuflich an der University of Otago in Dunedin beschäftigt. Davor war er als freier Programmierer für Datenbanksysteme und als Fotograf tätig. Er lebt und arbeitet in Dunedin.
1989 installierte er für die Universität von Otago ein Intranet, basierend auf dem Serverbetriebssystem Novell Netware. Da weitere Gelder für ein kommerzielles Mailsystem fehlten, entwickelte er den E-Mail-Server Mercury und das E-Mail-Programm Pegasus Mail. Diese Programme machte er in den Folgejahren als Freeware über FTP-Server weltweit verfügbar.
Die Entwicklungsarbeiten an seinem Mailsystem wurden so umfangreich, dass er etwa 1992 seine Tätigkeit an der Universität aufgab und sich ganz der Softwareentwicklung widmete. Da Pegasus Mail und Mercury weiterhin kostenfrei zur Verfügung gestellt werden, verdiente er seither seinen Lebensunterhalt durch den Verkauf von Handbüchern und Supportverträgen sowie Fanartikeln und Spendeneinnahmen. Vor allem durch die kostenlosen und im Betriebssystem bzw. der Browsersuite verankerten Mailprogramme von Microsoft und dem Mozilla-Projekt sowie die zurückgehende Verbreitung von Novell Netware gegenüber Exchange-Servern auf Basis von Microsoft Serverbetriebssystemen reduzierte sich seit Ende der 1990er Jahre der Marktanteil seiner Software erheblich, so dass die finanzielle Grundlage für die Programme und damit deren Fortentwicklung beständig gefährdet ist. Ende 2006 stellte er den Verkauf von Handbüchern und Supportverträgen ein und versuchte bis Juni 2009, seinen Lebensunterhalt und damit die Weiterentwicklung der Software durch den Verkauf von Mercury-Lizenzen zu finanzieren. Seit Juni 2009 sucht er nach einer Möglichkeit für eine konstante jährliche Finanzierung seiner Arbeit.
Am 15. November 2002 wurde ihm bei den PC World Awards in Auckland ein Lifetime Achievement Award verliehen. Von 2003 bis 2006 wirkte er als gewähltes Gremiumsmitglied in der neuseeländischen Organisation InternetNZ mit.